# Thế kỷ 10
Thế kỷ 10 là khoảng thời gian tính từ thời điểm Công nguyên năm 901 đến hết năm 1000, nghĩa là bằng 100 năm, trong lịch Gregory.

## Sự kiện
- 907: Đại Đường diệt vong, mở đầu cho thời kì Ngũ Đại Thập Quốc.
- 938: Ngô Quyền đánh bại quân Nam Hán trên sông Bạch Đằng.
- 960: Triệu Khuông Dẫn lên ngôi hoàng đế, đặt tên nước là Đại Tống, bắt đầu công cuộc thống nhất thiên hạ sau nhiều năm chia cắt.
- 968: Đinh Bộ Lĩnh đánh dẹp xong 12 sứ quân, lập ra nhà nước Đại Cồ Việt.
- 974: Đinh Toàn (Đinh Phế Đế) con thứ Đinh Tiên Hoàng và Hoàng Đế cuối cùng của nhà Đinh ra đời.
- 979: Đinh Bộ Lĩnh và con trai Đinh Liễn bị ám sát.
- 979: Đinh Toàn lên ngôi.
- 980: Thái hậu nhà Đinh Dương Vân Nga nhường ngôi cho Thập Đạo Tướng Quân Lê Hoàn.